# 제이 (1986년)
제이(Jay, 본명: 홍준석, 1986년 6월 19일 ~ )는 대한민국의 싱어송라이터 겸 프로듀서이다. 2011년 블루마블이라는 2인조 그룹으로 데뷔, 2012년 영화 '돈크라이마미'의 삽입곡 'Without You'로 솔로데뷔했다. 2013년 8월 26일 새로운 싱글 'My Everything'을 발매했다. 2014년 1월 7일 입대 전 마지막 싱글 'Loving U'를 발매 후 1월 21일 입대, 2015년 10월 21일 전역했다. 중화민국의 아이돌 그룹인 JPM의 2집 앨범인 365 (음반)에 참여하여 프로듀서로써 두각을 나타내었으며, 중화인민공화국의 TFBOYS의 데뷔 앨범에서 'HEART'와 '爱出发‘를 프로듀싱하면서 본격적으로 중화권 아이돌 시장에 프로듀서로 입지를 다졌다.

## 앨범

### 블루마블
- 7dayz (2011년 12월 12일)

### 솔로 앨범
- Without You[6] (2012년 12월 28일)
- My Everything[7] (2013년 8월 26일)
- Loving U[8] (2014년 1월 7일)
- 이런 밤 (Duet with 서달달)[9] (2016년 7월 15일)
- 흔적 (Duet with 램페이지)[10][11] (2016년 9월 21일)
- 설렘 주의보 (너도 날 좋아하는 것 같은데) (Duet with 서달달)[12] (2017년 8월 10일)
- 니취팔러마 (Watchout) (Duet with 서바울)[13] (2017년 10월 18일)

## 프로듀싱
- 대한민국 배우 김진우 - 'Raining' (Feat. 손호영) (2010년)
- 대한민국 배우 김진우 - 'Love Latte' (Feat. 유진) (2010년)
- MBC 드라마 '로드넘버원' OST, '김진우 - 너 하나만' (2010년)
- MBC 드라마 '나도, 꽃' OST, '서연 - Love Is You' (2011년)
- 중화민국 아이돌 그룹 JPM 2집 365 中, '365天', 'Singing 4 Love' (2012년)[14]
- 중화민국 아이돌 그룹 웨더걸스 일본 싱글 2집 中, "キミ予報' (2013년)[15]
- 태국 아이돌 그룹 이보나인 싱글 'Superman' (2013년)[16]
- 중화인민공화국 아이돌 그룹 TFBOYS 1집 中, 'HEART', '爱出发' (2013년)
- SBS 드라마 '사랑만 할래' OST, 비트윈 - 'You're My Everything' (2014년)
- 중화인민공화국 아이돌 그룹 TFBOYS 'Love With You' (2015년)
- 중화민국 아이돌 그룹 SpeXial 4집 'Boyz On Fire' 中, "Another Day" (2016년)
- 중화인민공화국 아이돌 그룹 TFBOYS '萤火(Firefly)' (2016년)[17]
- 중화민국 남성 솔로 가수 廖允杰 Jaydaone  'Try Again' (2017년)
- 중화인민공화국 아이돌 그룹 BBF '是我活该(Serve Me Right)' (2017년)
- 중화민국 남성 솔로 가수 敖犬 Owodog 1집 'Transform' 中, 'My Girl' (2017년)
- 대한민국 배우 류시원 일본 앨범 'Smile' 中, "뻔하잖아' (2017년)
- 중화민국 SETTV 드라마 姊的時代 OST, '吳思賢 Ben Wu - Wonderful Day' (2018년)
- 중화인민공화국 아이돌 그룹 Mr.钛戈 'All About You' (2018년)
- 중화민국 아이돌 그룹 C.T.O EP 'C.T.O' 中, "Turn It Up" (2018년)
- 중화인민공화국 아이돌 그룹 Mr.钛戈 '去未来' (2018년)
- 중화인민공화국 아이돌 그룹 TFBOYS '最好的那年' (2018년)
- 대한민국 아이돌 그룹 세븐어클락 "#7" 中, 'Take It On', 'Nothing Better', 'Searchlight', 'Heal Me' (2018년)
- SBS 드라마 '미스 마 - 복수의 여신' OST, 환희X선율X웨이 (업텐션) - Flower (2018년)
- 대한민국 배우 류시원 일본 앨범 'Lost Story' 中, "夢の続き' (2018년)
- 대한민국 아이돌 그룹 세븐어클락 'Get Away' (2019년)
- 중화민국 남성 솔로 가수 뤄즈샹 앨범 "No Idea" 中, 'Birthday', 'No Love' (2019년)

## 공연
- 서울국제뮤직페어 (뮤콘 서울) 2012[18] (2012년)